# Altarduken
Altarduken (norwegisch für Altartuch) ist ein kleiner Gletscher im ostantarktischen Königin-Maud-Land. Er liegt am Kopfende des Talkessels Grautskåla im Alexander-von-Humboldt-Gebirge.
Entdeckt und anhand von Luftaufnahmen kartiert wurde er bei der Deutschen Antarktischen Expedition 1938/39 unter der Leitung des Polarforschers Alfred Ritscher. Eine neuerliche Kartierung nahmen Teilnehmer der Dritten Norwegischen Antarktisexpedition (1956–1960) vor. Sie benannten den Berg in Verbindung mit dem östlich des Gletschers gelegenen Berg Altar.